# Bocchoris actealis
Bocchoris actealis là một loài bướm đêm trong họ Crambidae.